# Indossai
Indossai è il secondo album in studio di Alessandro Grazian, uscito nel 2008 per la Trovarobato.

## Il disco
Pubblicato il 16 ottobre 2008 da Trovarobato, Indossai viene prodotto da Enrico Gabrielli (musicista) e realizzato con la partecipazione di numerosi ospiti, tra cui Emidio Clementi dei Massimo Volume. L'album è stato promosso dalla critica ed è diventato Disco della settimana su Fahrenhiet di Radio 3.

## Tracce
1. Indossai
2. Ballata
3. È vero
4. Acqua
5. Diteci che siamo sani
6. A San Pietroburgo
7. Sainte Epine
8. Fiaba rossa
9. Soffio di nero
10. Chiasso
11. Tema di sueña

## Formazione
- Alessandro Grazian - voce, cori, organo Hammond, pianoforte, Fender Rhodes, basso, chitarra acustica, chitarra elettrica, banjo, mandolino
- Tommaso Cappellato - batteria
- Enrico Gabrielli - pianoforte, clarinetto, flauto dolce, flauto traverso, fischio, triangolo, glockenspiel
- Sergio Marchesini - fisarmonica
- Alessandro Arcuri - contrabbasso
- Maria Anna Russo - arpa
- Vincenzo Vasi - theremin
- Angelo Maria Santisi - violoncello
- Giambattista Tornielli - violoncello
- Nicola Manzan - violino
- Romina Salvadori, Alberto Stevanato, Solenn Le Marchand - cori